# Eleutheroglossum
Eleutheroglossum is een geslacht van vijf soorten orchideeën uit de onderfamilie Epidendroideae. Het is afgesplitst van het geslacht Dendrobium.
Het zijn kleine epifytische orchideeën uit open bossen van Queensland (noord- Australië), gekenmerkt door slanke, geribde, donkerbruine pseudobulben, met aan de top twee tot vijf lijnlancetvormige bladeren en een korte tros met enkele kleine, onopvallende bloemen.

## Naamgeving enetymologie
- Synoniem: Dendrobium Sw. (1799) sect. Eleutherglossum

De botanische naam Eleutheroglossum is afgeleid van het Oudgriekse ἐλεύθερος, eleutheros (vrij) en Oudgrieks γλώσσα, glōssa (tong).

## Taxonomie
Eleutheroglossum is oorspronkelijk als geslacht beschreven door Schlechter, vervolgens opgenomen als sectie Eleutheroglossum in het geslacht Dendrobium, maar wordt door Clements en Jones in 2002
 opnieuw als een apart geslacht beschouwd.
Het geslacht zoals beschreven door Clements en Jones telt vijf soorten.

### Soortenlijst
- Eleutheroglossum closterium (Rchb.f.) M.A.Clem. & D.L.Jones (2002)
- Eleutheroglossum fellowsii (F.Muell.) D.L.Jones & M.A.Clem. (2002)
- Eleutheroglossum jocosum (Rchb.f.) M.A.Clem. & D.L.Jones (2002)
- Eleutheroglossum ngoyense (Schltr.) M.A.Clem. & D.L.Jones (2002)
- Eleutheroglossum poissonianum (Schltr.) M.A.Clem. & D.L.Jones (2002)